# Panama City Beach
Panama City Beach város az Amerikai Egyesült Államok Florida államában, Bay megyében. Lakosainak száma 18 094 fő (2020. április 1.).

## Népesség
A település népességének változása:

| 2010 | 12 018 |
| 2020 | 18 094 |